# كيم جونغ-بو
كيم جونغ-بو (من مواليد 13 يناير 1965) لاعب كرة قدم مدرب سابق في كوريا الجنوبية.
لعب في الدوري الكوري لنادي بوهانغ ستيلرز ونادي بوسان أي بارك ونادي سونغنام في كوريا الجنوبية.
وكان ضمن تشكيلة منتخب كوريا الجنوبية تحت 20 سنة لكرة القدم وشارك أيضا في بطولة العالم للشباب لكرة القدم 1983 حيث وسجل هدفين وصنع هدفين اخرين وساهم في وصول الفريق إلى الدور قبل النهائي. وكان أيضا أحد المشاركين في نهائيات كأس العالم لكرة القدم 1986 مع منتخب كوريا الجنوبية لكرة القدم.

## وصلات خارجية
- Kim Jong-boo – National Team stats at KFA (بالكورية)
- كيم جونغ-بو على موقع الاتحاد الدولي (مؤرشف)  (الإنجليزية)
- كيم جونغ-بو على موقع دوري كوريا الجنوبية (الإنجليزية)
- كيم جونغ-بو على موقع قاعدة بيانات كرة القدم.إي يو (الإنجليزية)
- كيم جونغ-بو على موقع ناشيونال فوتبول تيمز (الإنجليزية)
- كيم جونغ-بو على موقع Soccerway.com (الإنجليزية)